# Sài Đồng
Sài Đồng is een phường in de gemeente Hanoi, de hoofdstad van Vietnam. Sài Đồng ligt in het quận Long Biên. Dit district ligt op de oostelijke oever van de Rode Rivier.
Het dorp ligt even ten noorden van de Spoorlijn Hanoi - Hải Phòng en de Quốc lộ 5. Het heeft aan deze spoorlijn een eigen spoorwegstation. Het dorp heeft ongeveer 14.000 inwoners.